# Le Temps des cerises (maison d'édition)
Pour les articles homonymes, voir Le Temps des cerises (homonymie).
Le Temps des cerises est une maison d'édition créée en 1993 par 33 écrivains.

## Le Temps des cerises Éditeur
Le nom de la maison renvoie à la chanson Le Temps des cerises de Jean-Baptiste Clément. Il a été choisi pour « indiquer à la fois [l']attachement aux idéaux de la Commune et à une certaine tradition de poésie populaire, le plus souvent occultée. Le petit "e" de CeRISES disant à sa façon que cette espérance maintenue l’est dans un temps de CRISES…. »
Le catalogue du Temps des cerises compte plus de 700 titres.
La maison a créé entre autres les collections « 101 poèmes », la « Petite bibliothèque de poésie », « Romans des libertés » et « Liberté des romans », la « Petite collection rouge », la « Collection blanche », les collections « Matière à pensées », « Le Merle moqueur » et « Histoire contemporaine », a publié des Cahiers Roger Vailland et publie la revue Commune.
Elle a publié des livres en coédition avec la Maison de la poésie Rhône-Alpes, les éditions les Écrits des forges et les éditions du Noroît et repris le fonds des éditions Ipomée. Une collection avec les Lettres françaises et une avec Action poétique ont également été ouvertes.

### Quelques thèmes
Quelques thèmes chers au Temps des Cerises :
- le communisme, la mondialisation, le libéralisme, la Commune de Paris, le monde ouvrier, le syndicalisme, l'esclavage, le colonialisme, le tiers monde, la condition féminine, etc.
- essais contre le capitalisme, l'OMC, le FMI, sur Nicolas Sarkozy, etc.
- essais sur Louise Michel, Jean Jaurès, Vladimir Ilitch Lénine, Joseph Staline, Maurice Thorez, Robert Vizet, Fidel Castro, Che Guevara, Hugo Chávez, etc.

Et aussi :
- essais philosophiques ou autres sur Jean-Jacques Rousseau, Pierre Bourdieu
- essais littéraires sur Victor Hugo, George Sand, Jules Verne, Émile Zola, Louis Aragon, Nazım Hikmet, Bernard Noël
- essais sur l'art (dont un sur Pierre Soulages)

### Quelques auteurs publiés
- Histoire
  - Hô Chi Minh, Henri Alleg
- Monde
  - Danielle Bleitrach, Richard Labévière
- Politique
  - Rosa Luxemburg, Noam Chomsky, Anicet Le Pors, René Piquet, Léo Figuères, André Gerin
- Économie
  - Karl Marx, Samir Amin
- Société
  - Gracchus, Friedrich Engels, Pier Paolo Pasolini, Danielle Mitterrand, Roland Passevant, Mouloud Aounit, Mumia Abu-Jamal
- Philosophie
  - Louis Althusser[4]
- Romans et nouvelles
  - Jack London, Maxime Gorki, César Vallejo, Elsa Triolet, Robert Desnos, Nikolaï Ostrovski, Paul Nizan, Jacques Roumain[5], Jorge Amado, Michel Buenzod, Georges Coulonges, Pierre Courtade, Raymond Jean, René Ballet, Roger Bordier, Jacques Krier, Clément Lépidis, Pierre Gamarra, Jean-Pierre Bastid, Jacques Mondoloni, Maxime Vivas, Luis de Miranda, Anna Seghers [6]
- Contes
  - Anton Tchékhov
- Romans, nouvelles, essais société et art
  - Roger Vailland, Suzanne Bernard
- Romans, nouvelles et poésie
  - Charles Dobzynski[7]
- Romans et poésie
  - Ernesto Cardenal, Jean Métellus[8]
- Essais politiques et poésie
  - Louis Aragon
- Essais société et poésie
  - John Berger[9]
- Poésie
  - Omar Khayyâm, Heinrich Heine, François Coppée, Carl Sandburg[10], Charles Vildrac, traductions de Vladimir Maïakovski, Paul Éluard, Yánnis Rítsos, Jaroslav Seifert, Ilarie Voronca, Pablo Neruda, E.E. Cummings, Nazım Hikmet, Vladimir Pozner, Seamus Heaney, Rafael Alberti, Rouben Mélik, Juan Gelman, Henri Deluy[11], Jack Hirschman (en), Abdellatif Laâbi[12], Serge Pey,  Lourdes Espinola, Gérard Cartier, Salah Al-Hamdani, Fernando Rendon (es), Francis Combes, Tahar Djaout, Vivian Lofiego, Maram al-Masri, David Dumortier, Jean-Paul Guedj,  Miriam Montoya, Diana Lichy, Lina Zeron.
- Poésie et théâtre
  - André Benedetto
- Poésie et essais littéraires
  - Jacques Gaucheron, Alain Marc[13]
- Essais littéraires
  - Jean Ristat
- Chanson
  - Jean-Baptiste Clément, Eugène Pottier, Gaston Couté, Claude Vinci